# Saint-Brice (Mayenne)
Saint-Brice é uma comuna francesa na região administrativa da Pays de la Loire, no departamento de Mayenne. Estende-se por uma área de 13,23 km². Em 2010 a comuna tinha 539 habitantes (densidade: 40,7 hab./km²).